# Theresiakapel (Heerlen)

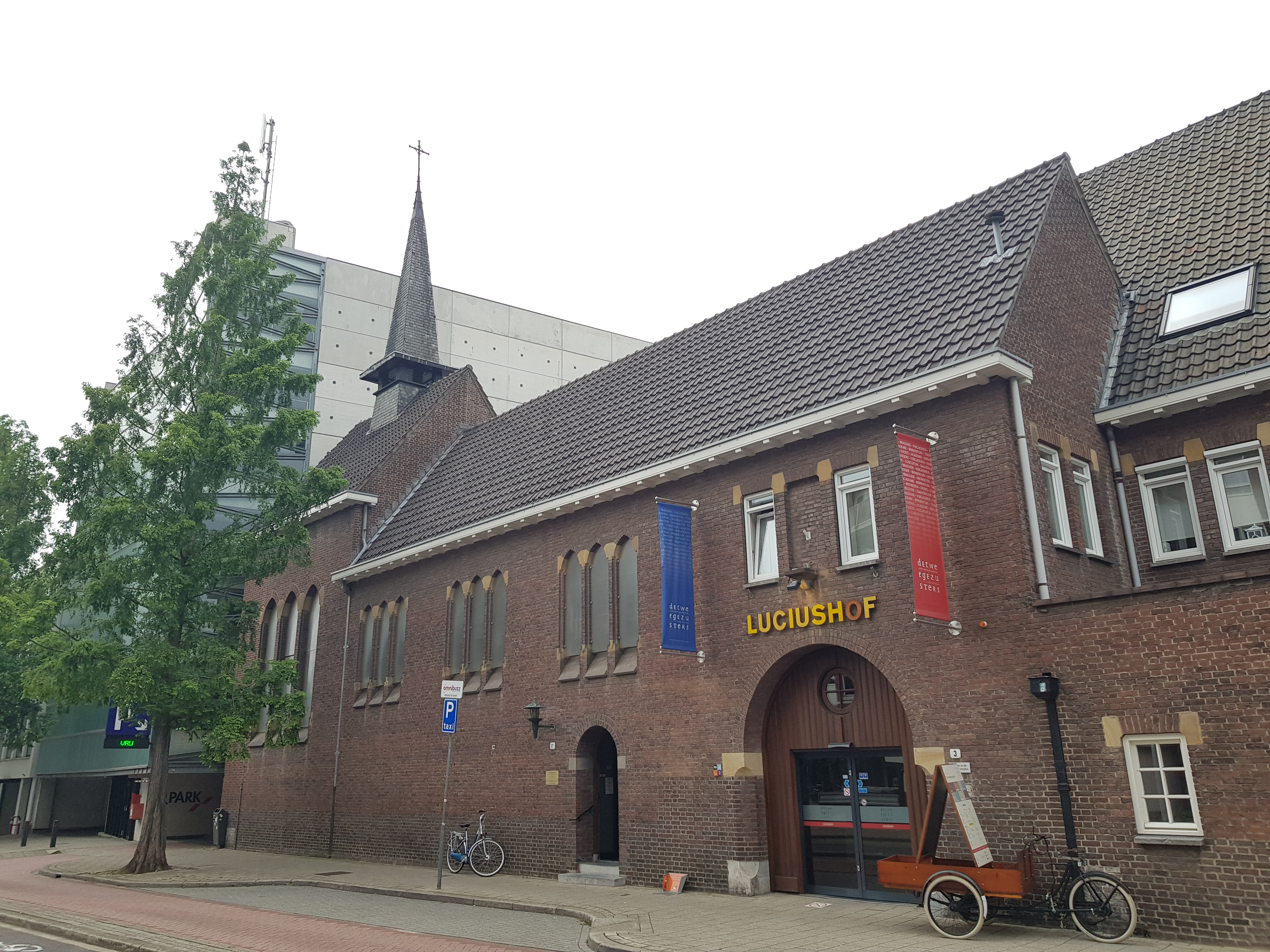
Theresiakapel

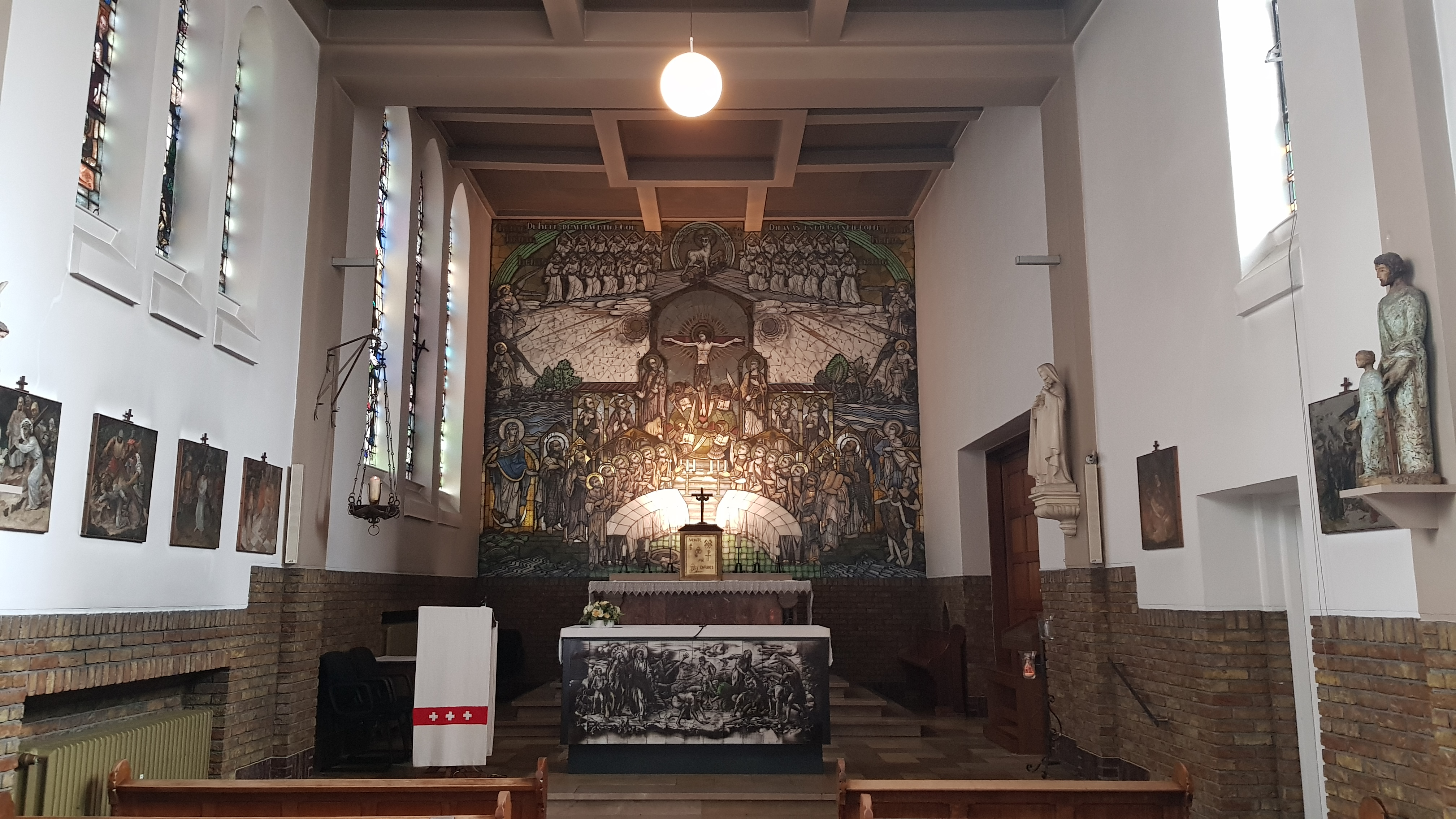
Interieur

De Theresiakapel (ook: Carmelkapel) is een bij een voormalig Karmelietessenklooster behorende kapel aan Putgraaf 1E te Heerlen.
Kapel en klooster werden in 1934 gebouwd in de stijl van de Delftse School, en ontworpen door Anton Bartels. De constructie is van beton, bedekt met baksteen. In het interieur is het beton wel zichtbaar.
De kapel bestaat uit vier traveeën en is een zaalkerk met rechthoekige plattegrond, de vierde travee is verhoogd en vormt het koor. In 1936 werden glas-in-loodramen geplaatst, vervaardigd door C. Alberdinck. Op de achterwand van het rechthoekige koor is een zeer groot kunstwerk aangebracht met centraal een gekruisigde Christus en diverse Bijbelse figuren: Evangelisten, apostelen en dergelijke. Dit werk werd geschapen door glazenier en schilder Jan Mammen en uitgevoerd in opaline. Drie zussen van Jan Mammen zijn ingetreden bij de Karmelietessen.
Tegenwoordig zijn de Karmelietessen vertrokken uit het klooster, en heeft dit, onder de naam Luciushof, een sociaal-culturele bestemming gekregen.
De kapel staat qua beheer los van het complex: het complex is eigendom van de woningstichting Weller, de kapel is eigendom van de onafhankelijke Stichting Kapel Putgraaf. De vieringen in de kapel worden verzorgd vanuit de Sint-Pancratiuskerk (Heerlen).